# Anisodes scriptata
Anisodes scriptata là một loài bướm đêm trong họ Geometridae.